# Luehea ochrophylla
Luehea ochrophylla är en malvaväxtart som beskrevs av Carl Friedrich Philipp von Martius. Luehea ochrophylla ingår i släktet Luehea och familjen malvaväxter. Inga underarter finns listade i Catalogue of Life.